# 6950 Simonek
6950 Simonek este un asteroid din centura principală, descoperit pe 22 decembrie 1982, de François Dossin.